# Löwengelber Stielporling
Der Löwengelbe Stielporling oder Löwengelbe Schwarzfußporling (Cerioporus leptocephalus, Syn.: Polyporus leptocephalus, P. varius) ist eine Pilzart aus der Familie der Stielporlingsverwandten. Seinen Namen verdankt er der zumeist auffallend ockergelben Hutfarbe.

## Merkmale

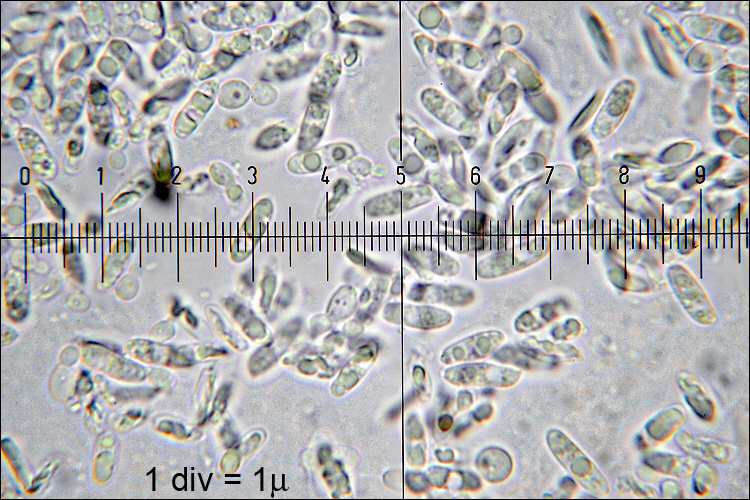
Sporen des Löwengelben Stielporlings im Lichtmikroskop

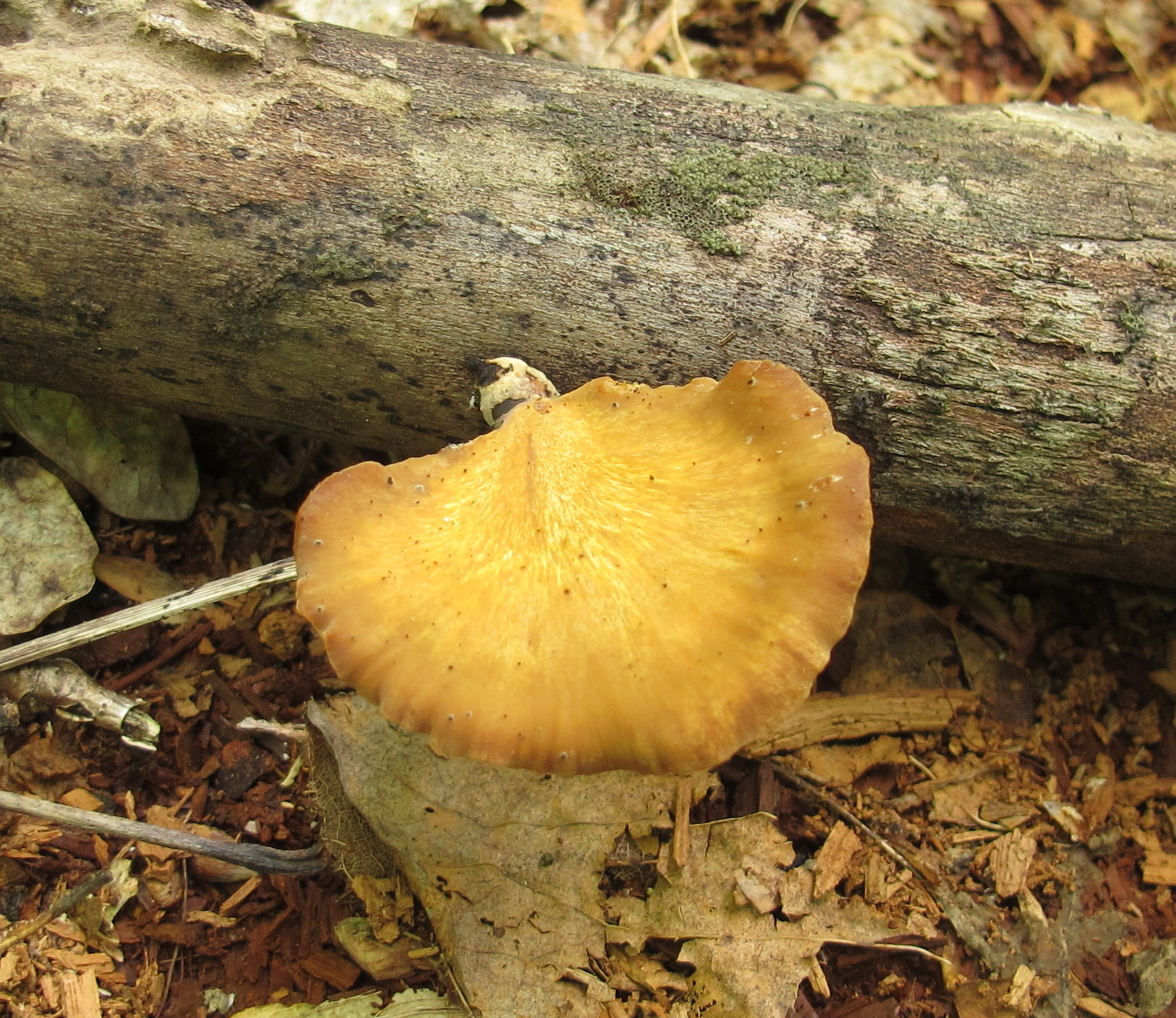
Der Löwengelbe Stielporling erhielt seinen Namen von der ockergelben Hutoberseite

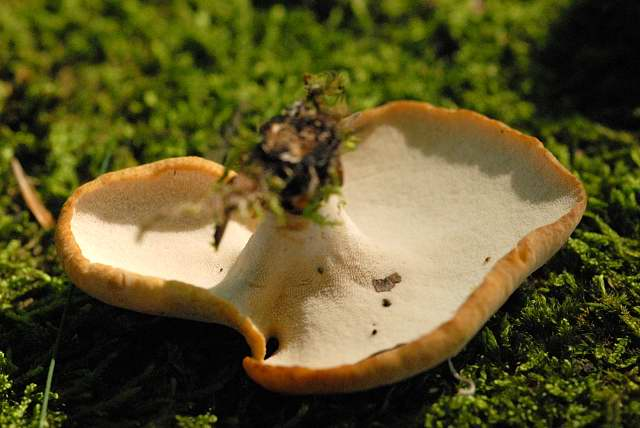
Hutunterseite des Löwengelben Stielporlings mit den feinen Poren

Die Fruchtkörper des Löwengelben Stielporlings sind in Hut und Stiel gegliedert. Der Hut ist 3–10(–20) cm breit und in der Mitte oft trichterartig vertieft. Die meist matte und kahle Huthaut ist blass grau-gelblich bis rötlich ockergelb („löwengelb“) gefärbt. Die Röhrenschicht fällt mit 0,5–2 mm dünn aus. Jung weißlich dunkelt sie später über cremefarben zu ocker- oder graubraun nach. Die Poren sind sehr fein (4–6 pro mm) und laufen weit am Stiel herab. Der zentral bis seitlich am Hut angewachsene Stiel kann nur kurz ausgebildet sein oder sogar fehlen. Die Stielrinde ist glatt, matt und creme bis bräunlich oder ocker gefärbt. Typisch ist der von der Basis her schwärzende Stiel. Die Schwärzung reicht den Stiel unterschiedlich weit hinauf: Bei manchen Exemplaren ist nur die Stielbasis gefärbt, bei anderen verläuft die Schwärzung bis zum Hutansatz.

## Artabgrenzung
Die Unterscheidung von anderen schwarzfüßigen Stielporlingen der Gattung Picipes fällt bisweilen schwer. Der Kastanienbraune Stielporling (P. badius) ist mikroskopisch durch schnallenlose Hyphen gekennzeichnet und unterscheidet sich deutlich durch den rotbraunen, speckig glänzenden Hut. Der seltenere Schwarzfuß-Stielporling (P. melanopus) kann sehr ähnlich aussehen, hat aber einen brauneren Hut, einen langen, unregelmäßig längsgerieften Stiel und wächst meist scheinbar auf dem Erdboden. Außerdem sind die Sporen etwas kleiner. Der ebenfalls seltene Picipes tubaeformis hat einen trichterförmigen, im Alter kastanienbraunen Hut.

## Ökologie

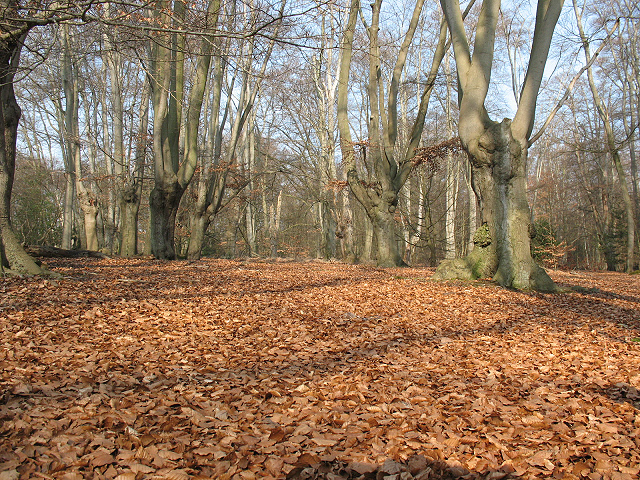
In Mitteleuropa ist der Löwengelbe Stielporing ein typischer Pilz von Buchenwäldern.

Der Löwengelbe Stielporling ist ein weißfäuleerregender, saprobiontischer Holzbewohner an abgefallenen, be- und entrindeten Ästen. An feuchteren Standorten besiedelt er auch Äste und Zweige toter, noch stehender Bäume. Nach Jahn kann die Art auch parasitisch an lebenden Apfelbäumen wachsen. In Mitteleuropa ist das Hauptsubstrat Rotbuche, daneben wird ein breites Spektrum anderer Laubhölzer, sehr selten Nadelholz besiedelt. In Nordeuropa wechselt er zu Pappeln und Weiden. Der Pilz kommt vor allem in Buchen- und Buchentannenwäldern vor, kann aber auch in anderen Waldtypen, Gärten, Parks, Hecken und auf Friedhöfen gefunden werden.
Der Pilz ist in Mitteleuropa ganzjährig zu finden. Junge Fruchtkörper erscheinen vor allem im Frühsommer, manchmal bereits ab Mai.

## Verbreitung
Die Art ist in Asien, Nordamerika (bis Alaska) und Europa in allen Ländern beheimatet, nördlich bis Island und zu den Hebriden, in Norwegen bis zum 70. Breitengrad. In Deutschland ist er relativ häufig, vor allem in den Mittelgebirgen mit hohem Buchenanteil.

## Systematik
Die früher als eigene Arten angesehenen Taxa „Polyporus nummularius“ (kleine, zentral gestielte Fruchtkörper auf dünnen, abgefallenen Ästchen) und „Polyporus elegans“ (mittelgroße, seitlich gestielte Exemplare auf dickeren Ästen) gelten heute nicht mehr als eigene Arten und werden als Substratformen des Löwengelben Stielporlings angesehen.

## Bedeutung
Der Löwengelbe Stielporling ist kein Speisepilz, als Holzzerstörer ist er nicht von forstwirtschaftlicher Bedeutung.